# Critón (diálogo)

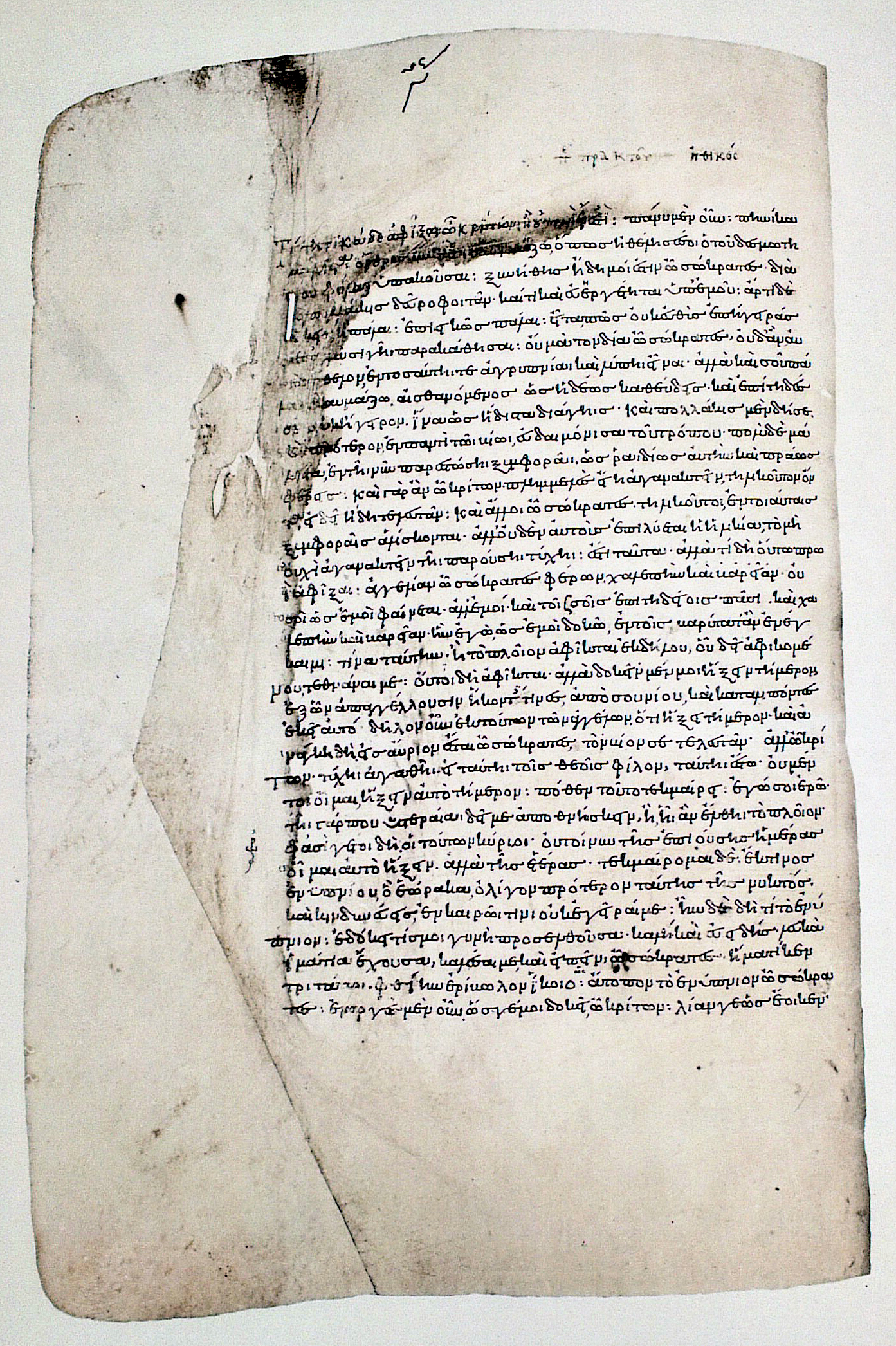
Comienzo del texto en un códice medieval (895 d. C.)

El Critón (en griego antiguo: Κρίτων /ˈkɾitɔːn/) es un diálogo breve de la primera época de Platón, cuyo contenido es muy próximo a la Apología. Narra un encuentro entre Critón y Sócrates en la prisión, una vez dictada la sentencia a muerte de este último (narrada en la apología). Trata temas como la opinión de la mayoría, la Justicia y las Leyes.

## Contexto histórico
El contexto histórico en el que el pueblo ateniense condenó a Sócrates (399 a. C) fue uno que contenía un estado de nerviosismo, pues se estaba viviendo la restauración de la democracia, que había sido dañada por luchas internas; cambios políticos y fracasos bélicos habían hecho caer la llamada "Atenas de Pericles". Habían pasado 30 años de cambios constitucionales, guerra, revoluciones y pestes, en los que se incluían la derrota en la guerra del Peloponeso y el gobierno de los Treinta Tiranos (404 a. C.); y vivían en medio de un relativismo de ideas innovadoras introducidas por los sofistas.

## Introducción
En el diálogo Sócrates se encuentra en su celda esperando por su ejecución. Critón va a visitarlo con la intención de ofrecerle una fuga que le permita salvar su vida y escapar de Atenas. Esto producirá un diálogo en el que Sócrates busque analizar si fugarse será una acción justa o no. Se trata de una decisión de vida o muerte. La sentencia dictada en el juicio (narrado en la Apología) demanda la ejecución.
Es un diálogo que se diferencia de todos los demás, en cuanto no busca una definición general de un concepto ni de rechazar un razonamiento. Su fin es tomar una decisión definitiva, la cual es conclusión y justificación de la personalidad de Sócrates. Entre diversos argumentos dados entre los personajes el más grave será el dado a través de la prosopopeya de las Leyes (nómoi), que terminará por dar la palabra final para dejar claro lo que Sócrates debe hacer para permanecer justo.

## La obra
El Critón narra el diálogo cara a cara de dos personas, de las cuales ninguna era Platón. Por lo tanto este pudo haberse informado de este suceso por Critón. Se puede pensar que Platón se ha aprovechado del carácter privado de la conversación para darle perfección a la obra, con fidelidad al pensamiento de su maestro Sócrates. Se trata de una obra que deja claro los firmes principios de la vida de Sócrates. En la que Sócrates, enfrentado a la muerte, hace profesión de la fe que tenía en sus principios.

### Fecha
El contenido de la obra permite suponer que fue escrita en el mismo tiempo que la Apología. No hay alusiones históricas que puedan dar alguna pista que nos proporcione una exactitud a la fecha de su redacción. Sin embargo puede extraerse una conclusión del hecho de que en el diálogo se diga que "Tebas y Mégara" (Critón 53b) son ciudades con buenas leyes, lo que ha dado lugar a que Ryle concluya que la obra debía ser posterior al año 370 a. C. y a que Wilamowitz afirme que no es posterior al 395 a. C. Según Jaeger, es probable que Platón escribiera la obra en Mégara, donde fue con otros discípulos luego de la ejecución de su Maestro.

### Critón
Era amigo y contemporáneo de Sócrates, perteneciente al demo de Alópece. Sus hijos eran seguidores de Sócrates. Uno de ellos, Critóbulo, estuvo presente en el juicio (Apología 33e, 38b). Critón era también un hombre de mucho dinero, quien lo demostró al ofrecer su asistencia económica para disposición de Sócrates, tanto en el juicio como en la posible fuga.

### El diálogo
Luego de llegar a la cárcel y esperar a que Sócrates se despierte, Critón le dice a su amigo que debe escapar; y para convencerle comenzará a darle una serie de argumentos.

#### Argumentos de Critón a favor de la fuga
- La pérdida de un amigo

Critón le dice a Sócrates "Para mí, si tú mueres, no será una sola desgracia, (...) [me veré] privado de un amigo como jamás encontraré otro" (Critón 44b)
- La opinión de la mayoría

Critón le dice a Sócrates que si muere, no será una sola la desgracia(perder a un amigo incomparable), sino que los demás pensarán que, a pesar de tener los medios para salvarle, lo ha abandonado por conveniencia: "¿Hay reputación más vergonzosa que la de parecer que se tiene en más al dinero que a los amigos?" (Critón 44c)
- El abandono de los hijos

Critón le dice a Sócrates que si se queda a morir dejará huérfanos a sus hijos, abandonándolos y dejándolos sin amparo ni educación: "Además, me parece a mí que traicionas también a tus hijos; cuando te es posible criarlos y educarlos, los abandonas y te vas" (Critón 45c y 45d)
- La urgencia de la decisión

Critón dice a Sócrates que debe ser decidido diciéndole que él siente vergüenza de que todo el asunto ha sido producido por cobardía suya y de los demás amigos. Por esto no hay tiempo que perder y debe huir pronto con la ayuda de ellos: "más que una decisión; en efecto, la próxima noche tiene que estar todo realizado. Si esperamos más, ya no es posible ni realizable." (Critón 46a)

#### Argumentos de Sócrates para rechazar la fuga
Sócrates comenzará a contestar a Critón diciéndole que siempre ha seguido como regla actuar según el argumento que, después de reflexionar, le parece mejor. Este es un principio que no puede abandonar pese a la situación crítica que está viviendo. Por lo tanto invita a su amigo a pensar juntos sus ya dichos argumentos. Lo esencial en la decisión de Sócrates es que fuera producto de un argumento en el que debía lograr el acuerdo del otro, con premisas y con cada paso de la argumentación. Algo se tiene claro en el proceder de Sócrates: Es que el actuar debe justificarse en virtud de argumentos aplicables universalmente fuera de intereses o seguridad personales.
- Sobre la opinión de la mayoría

Sócrates dice a Critón que es de estimar que se tengan en cuenta opiniones de algunos hombres y de otros no, ya que se deben estimar las buenas opiniones y descartar las malas, a lo cual Critón asiente. Continuamente Sócrates explica que se debe tener en cuenta la opinión de los sensatos que son beneficiosas y no la de los insensatos, que son perjudiciales. Así como se debe hacer caso al médico que es el experto en cuestiones del cuerpo antes que a los ignorantes que de hacerles caso se haría daño al cuerpo, así también en lo concerniente a lo justo y lo injusto si se le hace caso a la mayoría ignorante se termina haciendo daño a esa parte de nosotros que mejora con las acciones justas y se arruina con acciones injustas: "¿acaso debemos nosotros seguir la· opinión de la mayoría y temerla, o la de uno solo que entienda, si lo hay, al cual hay que respetar y temer más que a todos los otros juntos?" (Critón 47c y 47d)
- Sobre lo verdaderamente importante, ante la pérdida de un amigo y el abandono de los hijos

Sócrates dice a Critón que lo que importa es el vivir bien (de forma justa), sin importar si se es condenado a muerte. La reputación, el dinero, y los hijos no son lo más importantes a tener en cuenta en este caso, sino solamente si escapar de prisión sería una acción justa. (Critón 48b, 48c y 48d)
- No se debe obrar mal ni contestar injusticia con injusticia

Sócrates recuerda a Critón que en ningún caso hay que hacer el mal voluntariamente, por lo tanto de ningún modo es bueno y honrado hacer el mal. Esto, dice a Critón, ya lo han hablado anteriormente y que no pueden cambiar de opinión ahora que la situación es diferente. Continua diciendo que de ningún modo se debe cometer injusticia, luego de ningún modo se debe contestar injusticia con injusticia. Critón asiente a todo esto. (Critón 49a y 49b)
- Al escapar de prisión se está actuando en contra de las Leyes, lo cual es injusto.

Sócrates pregunta a Critón si las cosas que se han convenido justas con alguien se deben hacer o darles una salida falsa, a lo que Critón responde que deben hacerse. Entonces Sócrates vuelve a preguntar que si se van sin haber persuadido a la ciudad estarían haciendo daño a alguien y por lo tanto no mantendrían lo que han acordado, a lo que Critón dice no entender (Critón 49e y 50a). Acto continuo Sócrates recurrirá a la llamada prosopopeya de las Leyes, para terminar de persuadir a Critón.

### La prosopopeya de las Leyes
La prosopopeya de las Leyes es la acción de animar ("dar vida", personificar) a las Leyes de forma imaginativa, dándoles voz en el diálogo como si de una persona se tratase. Sócrates hace esto diciéndole a Critón que suponga que las Leyes pudieran hablarle de la siguiente forma, en el instante en que ellos se dispongan a escapar: 
"Dime, Sócrates, ¿Qué tienes intención de hacer? ¿No es cierto que, por medio de esta acción que intentas, tienes el propósito, en lo que de ti depende, de destruirnos a nosotras y a toda la ciudad? ¿Te parece a ti que puede aún existir sin arruinarse la ciudad en la que los juicios que se producen no tienen efecto alguno, sino que son invalidados por particulares y quedan anulados?" (Critón 50a y 50b) 
Luego Sócrates dice a Critón que suponga que las Leyes le dijeran que el plan que se propone significa destruirlas, porque ninguna sociedad puede sobrevivir si sus legítimos juicios carecen de fuerza y son invalidados por acciones de particulares (Critón 50b). Entonces Sócrates dice que podría contestar a las leyes diciendo que el veredicto del juicio fue injusto y que entonces las Leyes proseguirían diciendo que el acuerdo que ellas tienen con él no tiene que ver con el veredicto que diera el juicio, sino que dicho acuerdo consiste en que Sócrates debe obedecer el veredicto fuese cual fuese, debido a que este se realizó en un juicio legítimo bajo ellas, las Leyes.
Sócrates debe a las Leyes su crianza, su educación y todos los beneficios que ha gozado durante su vida como ciudadano de Atenas, por lo tanto ahora no puede traicionar este acuerdo, ya que él aceptó las condiciones de obedecer lo que dictaran las Leyes en toda situación. Incluso, Las Leyes dicen a Sócrates que ellas no obligan a permanecer en la ciudad a quienes no acepten su autoridad, sino que cada quién es libre de irse. Al vivir y engendrar hijos bajo su protección es evidencia de que se acepta su autoridad. Y si hay alguien al que no le gusta lo que las Leyes dictan, también es libre de intentar persuadirlas para que cambien de opinión. En este punto se puede deducir que las Leyes que de aquí se tratan son leyes positivas, ya que pueden ser modificadas por los ciudadanos: la persuasión de las Leyes de Atenas es referida al procedimiento legislativo de la Atenas Clásica, que se caracterizaba por el poder de legislar que tenían los ciudadanos por medio de la Asamblea. Sócrates como ciudadano tuvo, durante su vida, el poder de participar en las asambleas legislativas en las que pudo proponer cambios si no estaba de acuerdo con alguna Ley. Incluso, Sócrates pudo haber elegido el exilio en el momento del juicio, pero eligió voluntariamente quedarse y aceptar la condena.
Las Leyes dicen que los amigos de Sócrates se arriesgarán a sufrir penas, y que él despertará sospechas en cualquier ciudad que respete las leyes, dándoles la razón a aquellos que dijeron en el juicio que él era un corruptor de la juventud. Las Leyes continúan diciendo que dónde quedarán entonces sus discursos (de Sócrates) sobre la virtud y la justicia. En esta parte se expresa algo muy importante, que es el valor de las mismas enseñanzas de Sócrates, pues si él decide huir estaría contradiciendo lo que él mismo ha enseñado durante toda su vida.
Las Leyes concluyen que el consejo que ellas le dan es que no se preocupe más por la vida y por los hijos que por lo justo, ellas no son las que lo han agraviado, sino sus conciudadanos. Si Sócrates rompe su acuerdo y devuelve injusticia por injusticia, se enfrentará a la ira de las Leyes mientras viva y cuando muera se enfrentará a las hermanas de las Leyes en el Hades quienes no lo recibirán amablemente. En esta parte final puede deducirse que las Leyes de la prosopopeya son leyes positivas (Lo que justifica la posible persuasión en la Asamblea) ya que son estas mismas las que se refieren a sí aparte de las Leyes del Hades, las cuales pueden interpretarse como Leyes divinas, ya que después de la muerte se espera la justicia definitiva o divina.